# Митридат (царь Малой Армении)
Митридат (др.-греч. Mιθριδάτης) — правитель Малой Армении во II веке до н. э.

## Биография
У Полибия Митридат назван сыном Лаодики — сестры селекидского правителя Антиоха III. Она вышла замуж за некоего влиятельного родственника понтийских царей.
В 197 году до н. э. Митридат принял участие в военной кампании против малоазийских сторонников египетского царя Птолемея V. Ливий называет здесь Митридата сыном Антиоха, что подтверждают и обнаруженные надписи из Гераклеи на Латме. Поэтому некоторые исследователи, например, Б. Низе, Э. Бивен, полагают, что дядя усыновил своего племянника. Однако, по убеждению Сапрыкина С. Ю., Митридат был родным сыном сирийского царя. Исследователь считает, что под матерью Митридата Полибий имел в виду двоюродную сестру Антиоха, ставшую его супругой, Лаодику, дочь Митридата II Понтийского и его жены.
Несколько позднее Митридат стал правителем Малой Армении, что произошло, скорее всего, по воле Антиоха, желавшего прочнее связать эти земли с государством Селевкидов. После поражения Антиоха в войне с римлянами и Пергамом Малая Армения, видимо, получила самостоятельность.
В войне 183—179 годов до н. э., которую вели правитель Пергама Эвмен II со своими союзниками и царь Понта Фарнак I, Митридат выступил на стороне последнего — своего родственника. По мнению Максимовой М. И. и некоторых других исследователей, Фарнак передал Митридату захваченный Трапезунт. После поражения понтийцев и армян по условиям заключенного мирного договора Митридат обязался выплатить царю Каппадокии Ариарату IV контрибуцию в 300 талантов.